# Thelodon pilosus
Thelodon pilosus är en stekelart som först beskrevs av Szepligeti 1916.  Thelodon pilosus ingår i släktet Thelodon och familjen brokparasitsteklar. Inga underarter finns listade i Catalogue of Life.